# Été
Pour les articles homonymes, voir été.
« Estival » redirige ici. Pour les autres significations, voir Estival (homonymie).

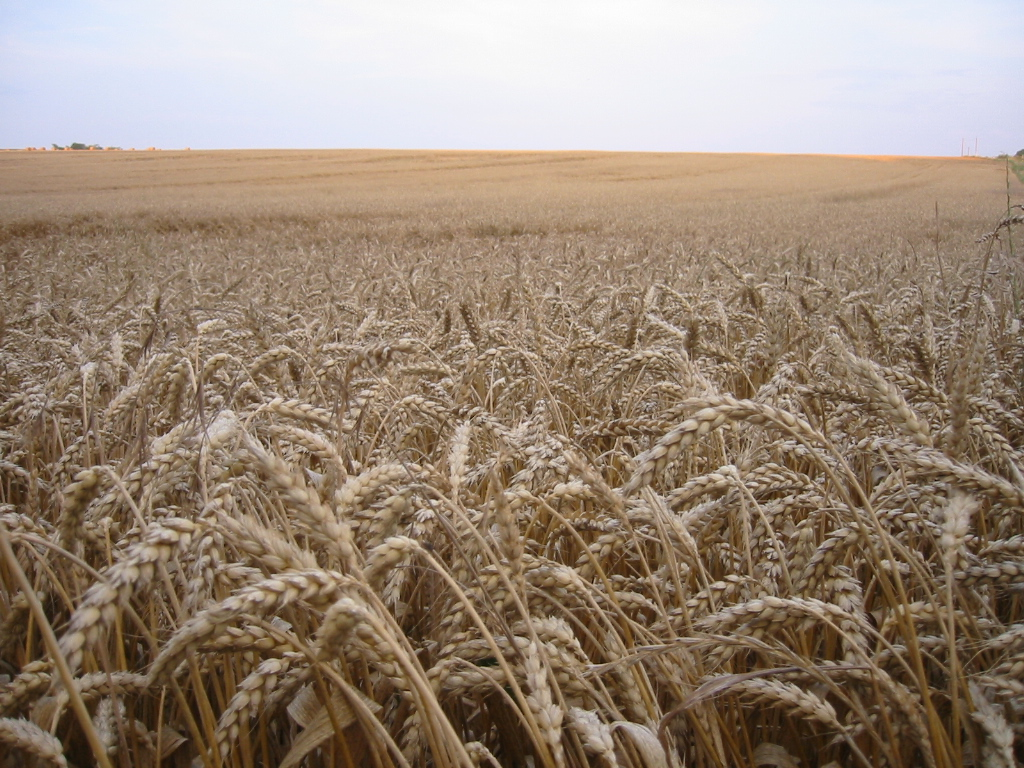
Champs de blé mûrs, représentation allégorique traditionnelle de l'été.

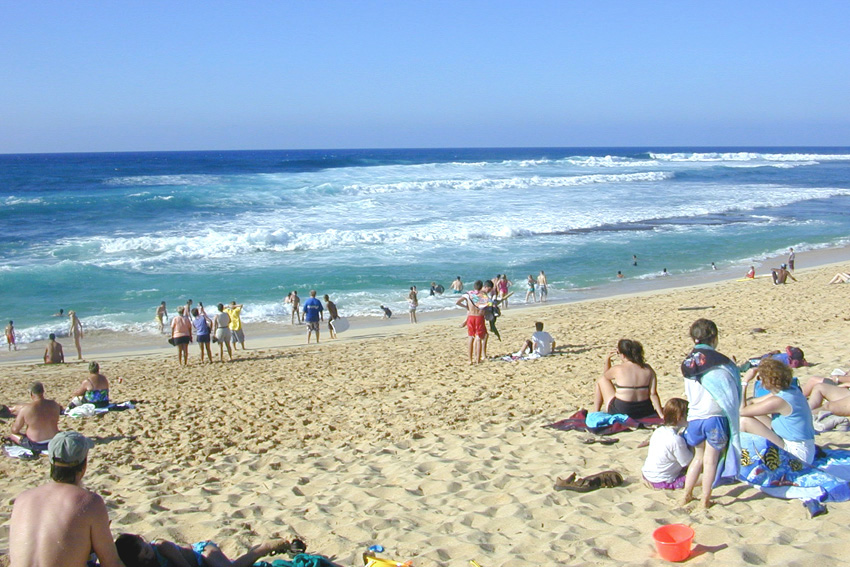
Tourisme balnéaire de grandes vacances en été.

L’été est l'une des quatre saisons de l'année, dans les zones tempérées et polaires de la planète (hors climat tropical et équatorial). Il suit le printemps et précède l'automne, avec plusieurs définitions :  
- astronomique (saison définie par des phénomènes astronomiques marquants) ;
- météorologique (saison comprenant les mois les plus chauds de l’année, avec les taux  d'ensoleillement maximum, en corrélation avec les journées les plus longues, et les nuits les plus courtes) ;
- calendaire (dont les dates varient selon les pays).

Quand c'est l'été dans l'hémisphère nord, c'est l'hiver dans l'hémisphère sud, et vice versa. Il se situe entre les deuxième et troisième trimestres de l'année dans l’hémisphère nord, et entre le dernier trimestre de l'année et le premier de l'année suivante dans l'hémisphère sud.
Quelle que soit sa définition (et l'hémisphère), l'été est la période de fructification pour la plupart des plantes et celle des grandes vacances. Il est traditionnellement utilisé comme une métaphore allégorique d’une période faste, d’un apogée.

## Étymologie
Le substantif masculin,, « été », dérivé du latin, classique æstatem (chaleur brûlante), accusatif du substantif féminin æstas (qui, comme le grec ancien aìthos, signifie chaleur).

## Définitions

Saisons sur Terre.

### Astronomique
Du point de vue astronomique, les phénomènes marquants sont les 2 solstices (jour le plus long et nuit la plus longue) et les 2 équinoxes (égalité des jours et des nuits).
L'été astronomique est défini comme débutant au solstice d'été pour finir à l'équinoxe d'automne.

### Météorologique
En fait, les températures journalières augmentent de façon marquée quelques semaines avant le solstice d'été, qui correspond à l’ensoleillement maximal, la terre et la mer mettant un certain temps à se réchauffer. À cette période de l'année, début juin, l'été météorologique exclut le risque de gel tardif (gelées blanches). 

Période de fructification pour la plupart des plantes et cultures
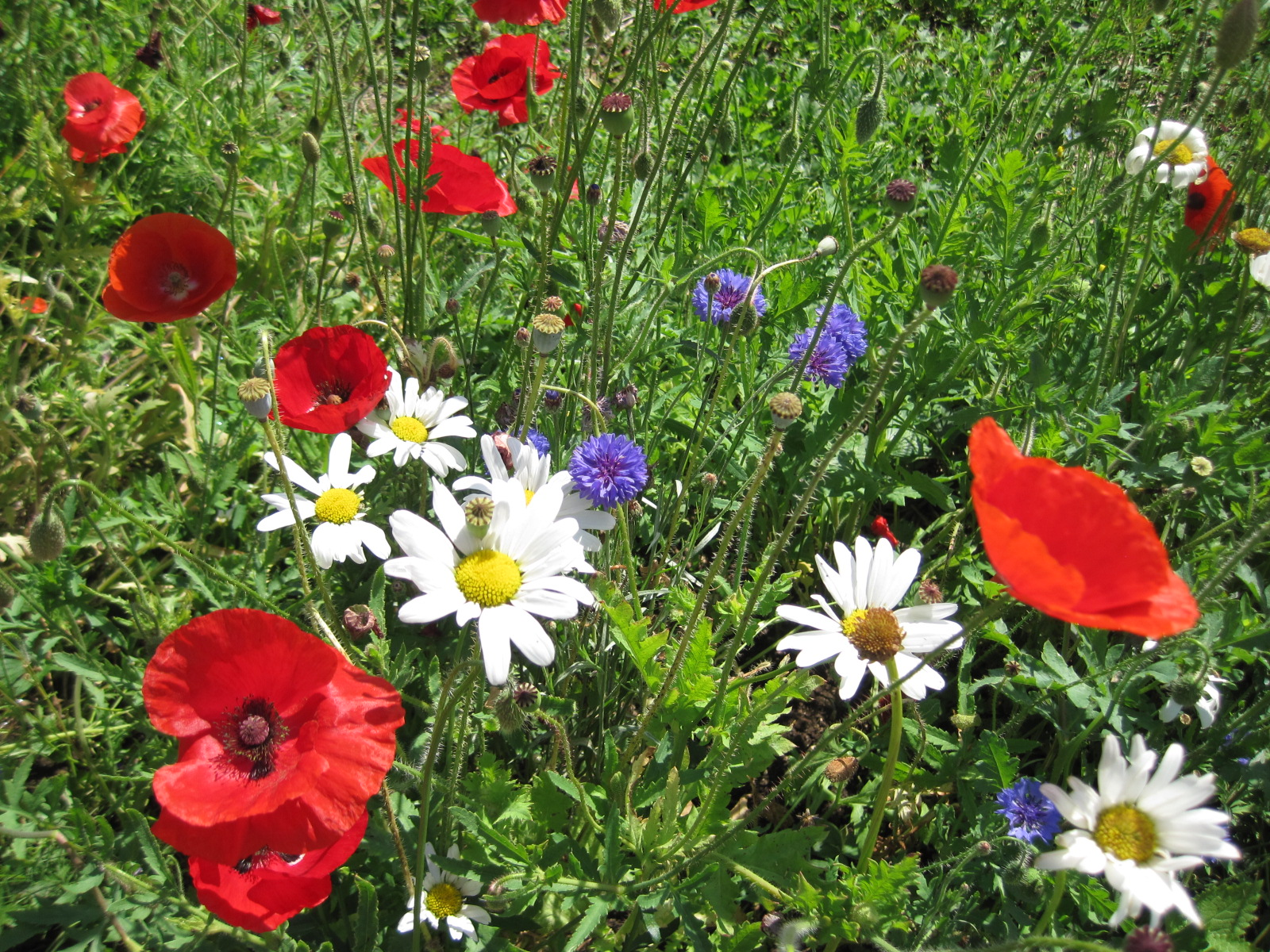
Bleuets, coquelicots et marguerites des champs
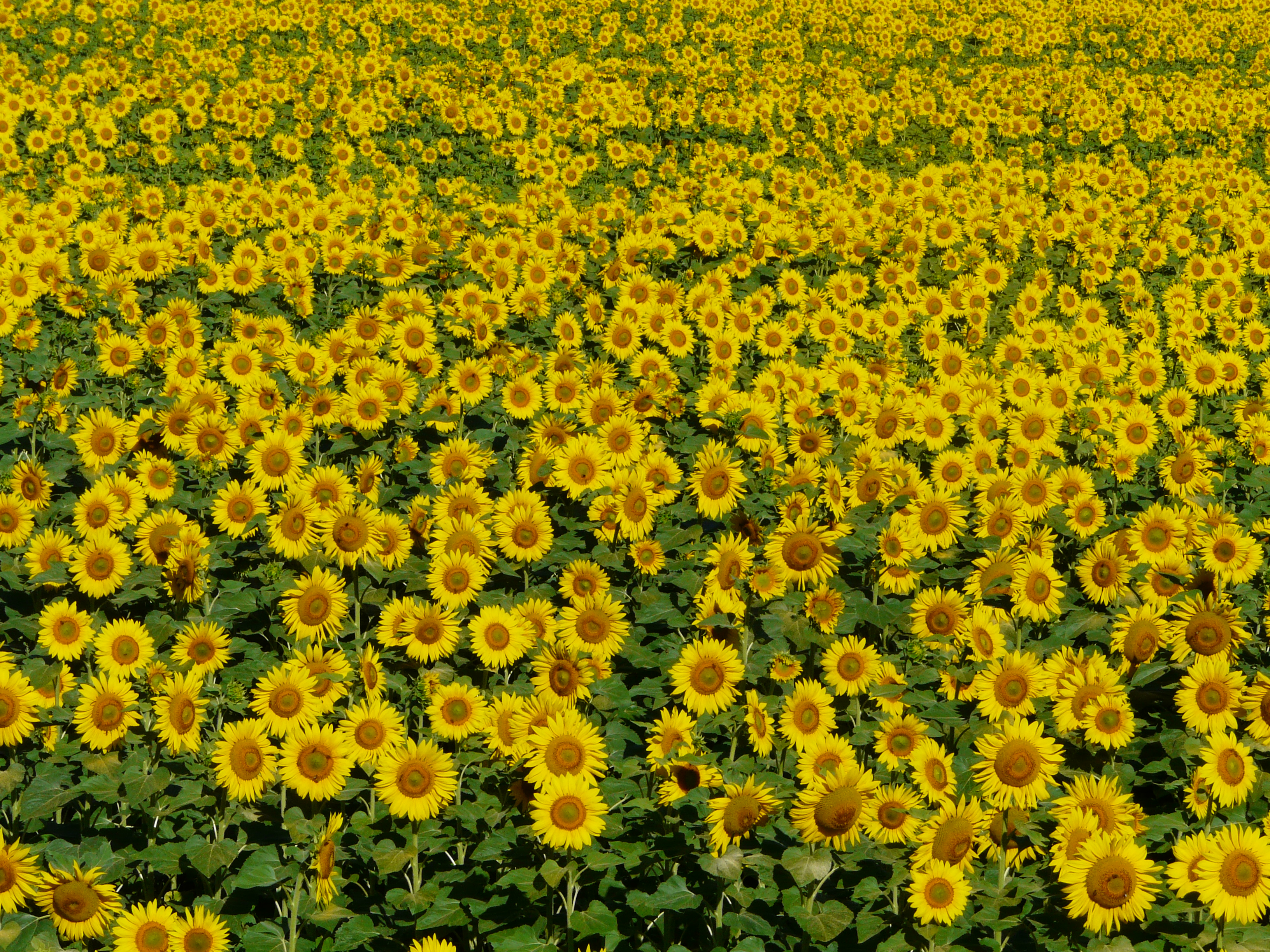
Champs de tournesol
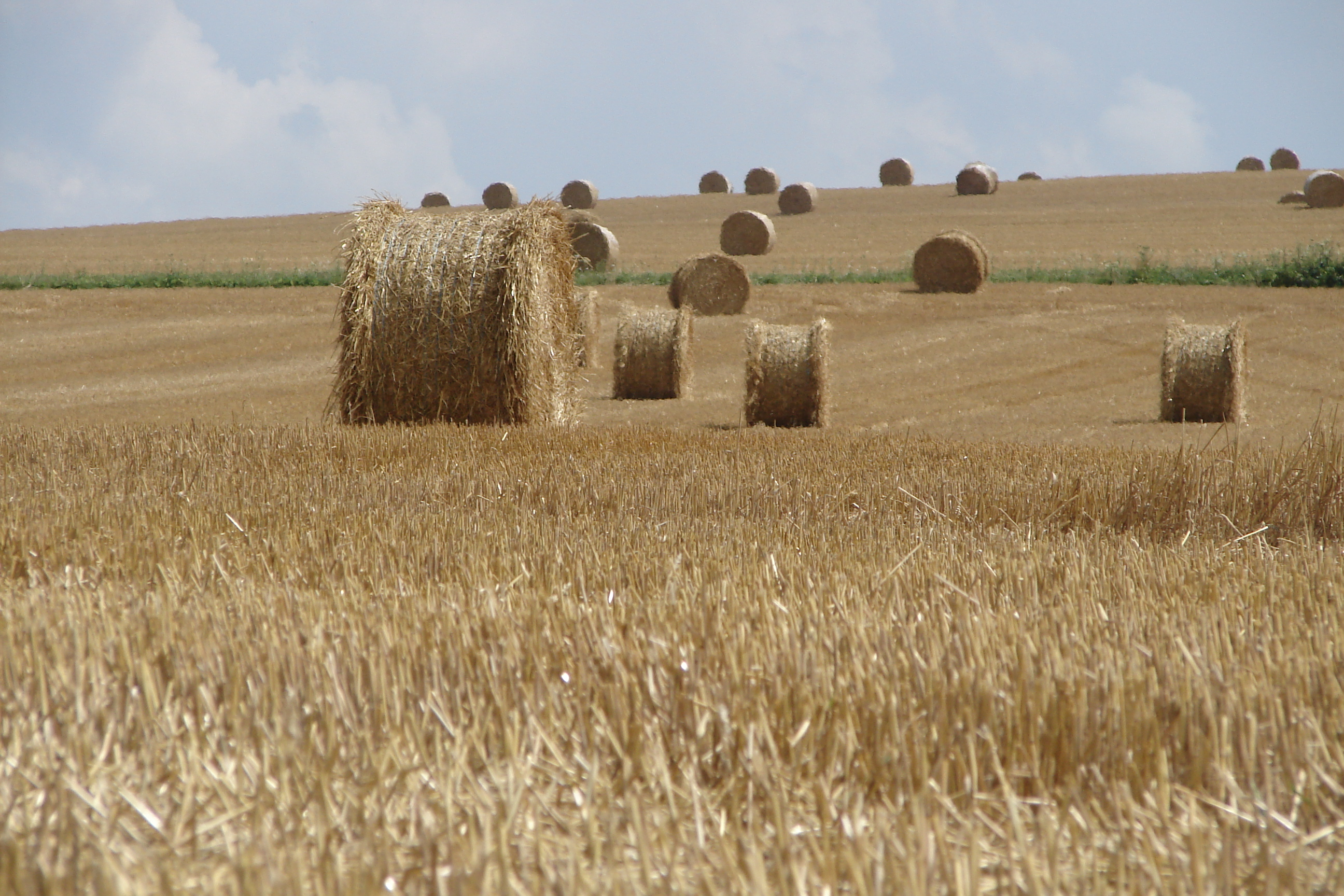
Meules de paille, une vision traditionnelle en été dans les zones tempérées.
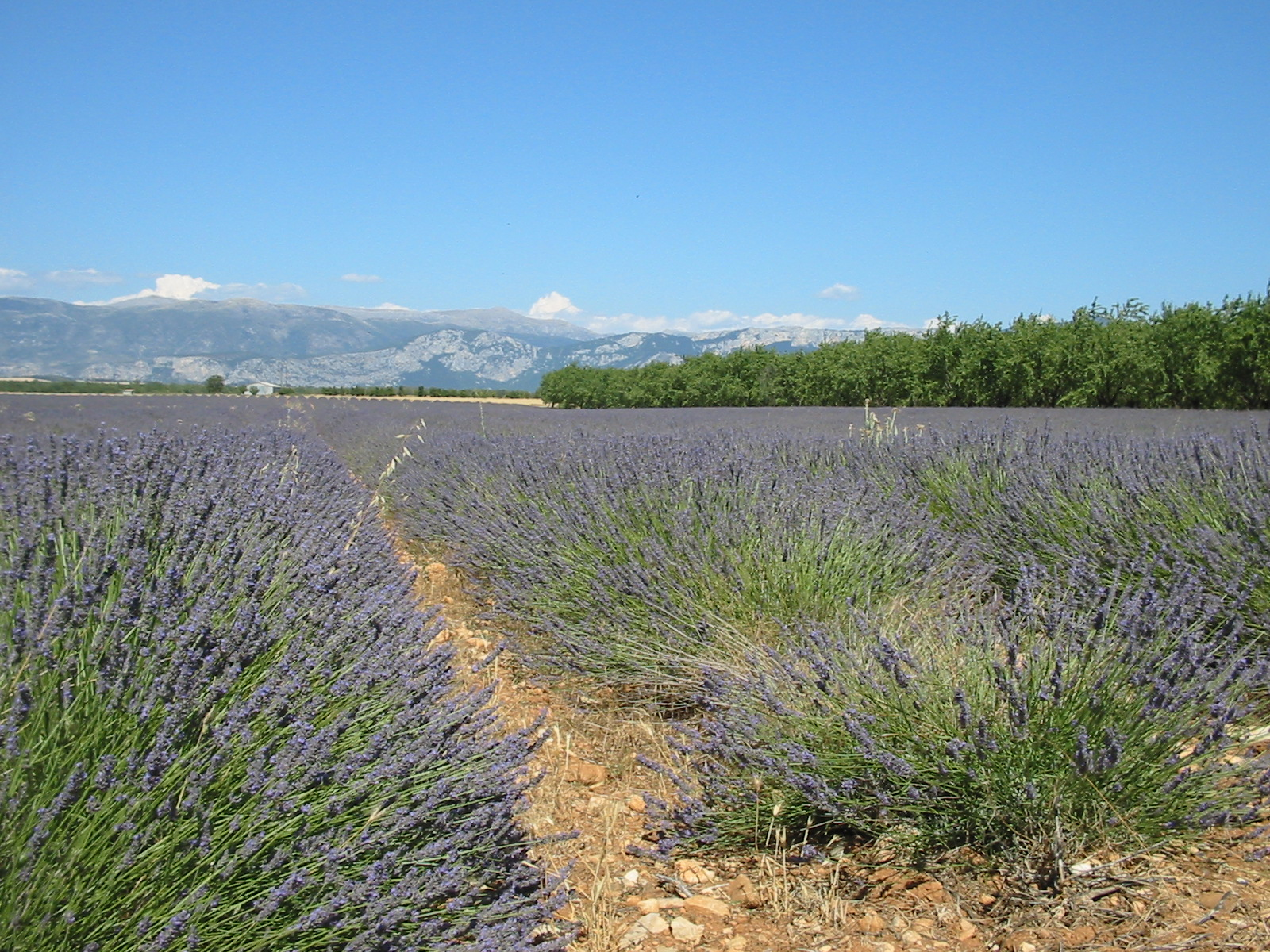
Champs de lavande en Provence
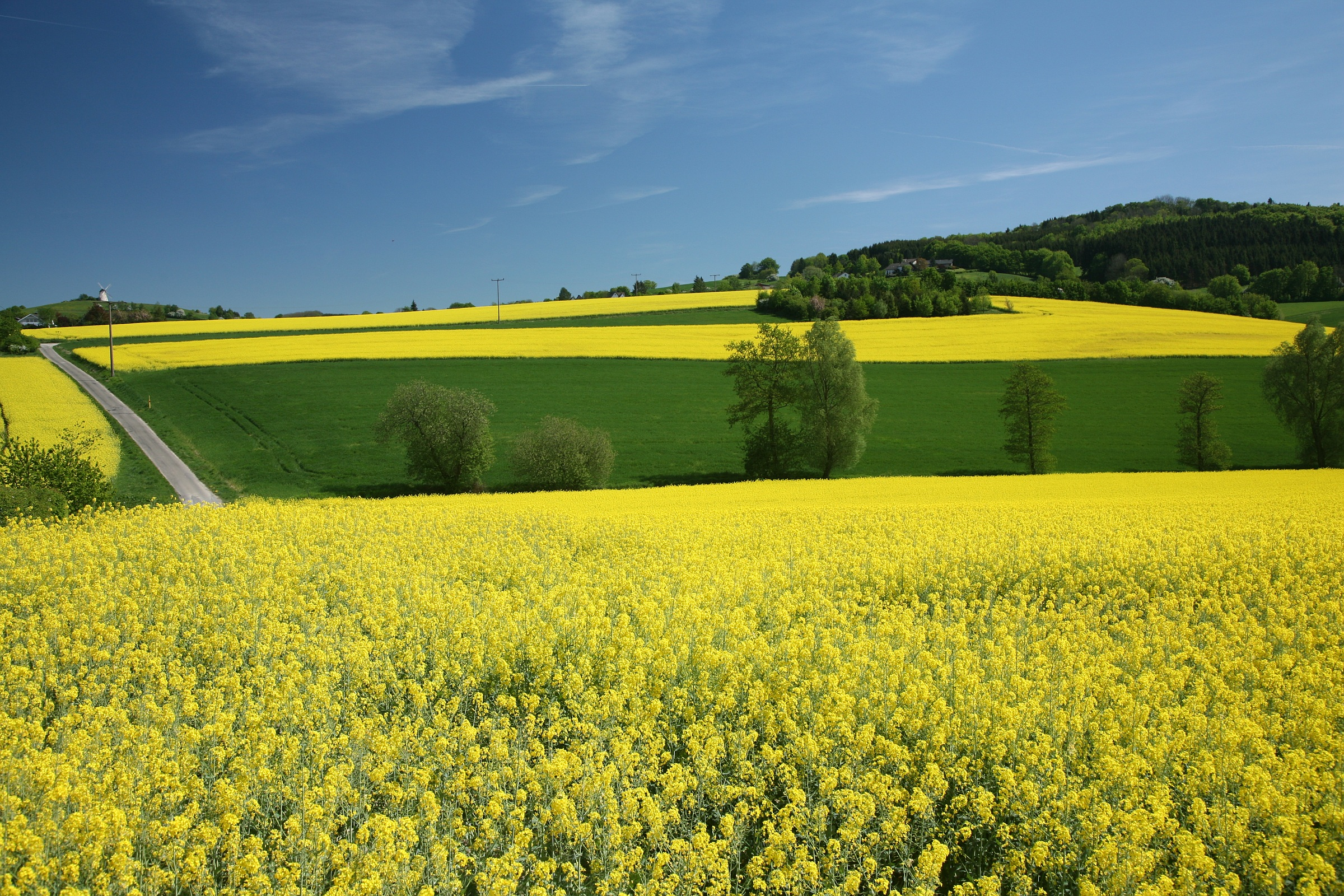
Champs de colza

Du point de vue météorologique, l'été correspond donc à des dates plus précoces que l'été astronomique, ainsi la période la plus chaude de l'année, dans l'hémisphère nord, se situe aux mois de juin, juillet et août, précisément pour les météorologues du 1er juin au 31 août.
Dans l'hémisphère sud, l'été météorologique est inversé et comprend donc les mois de décembre, janvier et février, 
autrement dit du 1er décembre au 28 ou 29 février.
L'unique saison des zones de climat tropical et équatorial, est selon la période de l'année sèche ou humide (saison sèche ou saison humide).

### Calendaire
Les dates de l’été sur le calendrier diffèrent selon les cultures. Certains pays font correspondre l'été calendaire à la période de l'été météorologique, comme en Russie où il est fixé au 1er juin[réf. nécessaire]. Ce qui correspond bien à l'été, défini par les météorologues comme la saison des jours les plus chauds, à plus forte raison pour un pays au climat continental qui connait de fortes amplitudes thermiques entre l'été et l'hiver.
En Amérique du Sud, il a lieu de décembre à février.
D’autres pays placent sur leur calendrier l'été sur une période s'étendant du solstice d'été (le 21 juin ou 22 juin) à l'équinoxe d'automne (le 22 septembre ou 23 septembre). Cela vient du fait que le jour du solstice d'été est défini comme le jour de l'été, et par extension, il est devenu le premier jour de l'été. Plus symboliquement, il fait entrer dans la saison estivale. C'est le cas des calendriers de beaucoup de pays européens, notamment la France[réf. nécessaire], bien qu'en dehors de rares lieux où l'influence maritime soit prononcée (comme à Nice, Ajaccio ou Brest), le mois de septembre est plus froid (donc plus typiquement automnal) que le mois de juin.
Enfin, des pays calent l'été centré sur le solstice, en prenant donc comme bornes chronologiques les jours à égale distance des solstices et des équinoxes. C’est le cas par exemple du calendrier chinois où l’été débute vers le 6 mai. Dans l'ancien calendrier irlandais celtique, l'été débutait dès le 1er mai.
Dans le Sud et le Sud-Est de l’Asie, l’été est plus généralement défini comme la période allant de mars à mai ou début juin, la période la plus chaude de l’année qui se termine avec l’arrivée de la mousson ou des grandes pluies[réf. nécessaire].

## Effets

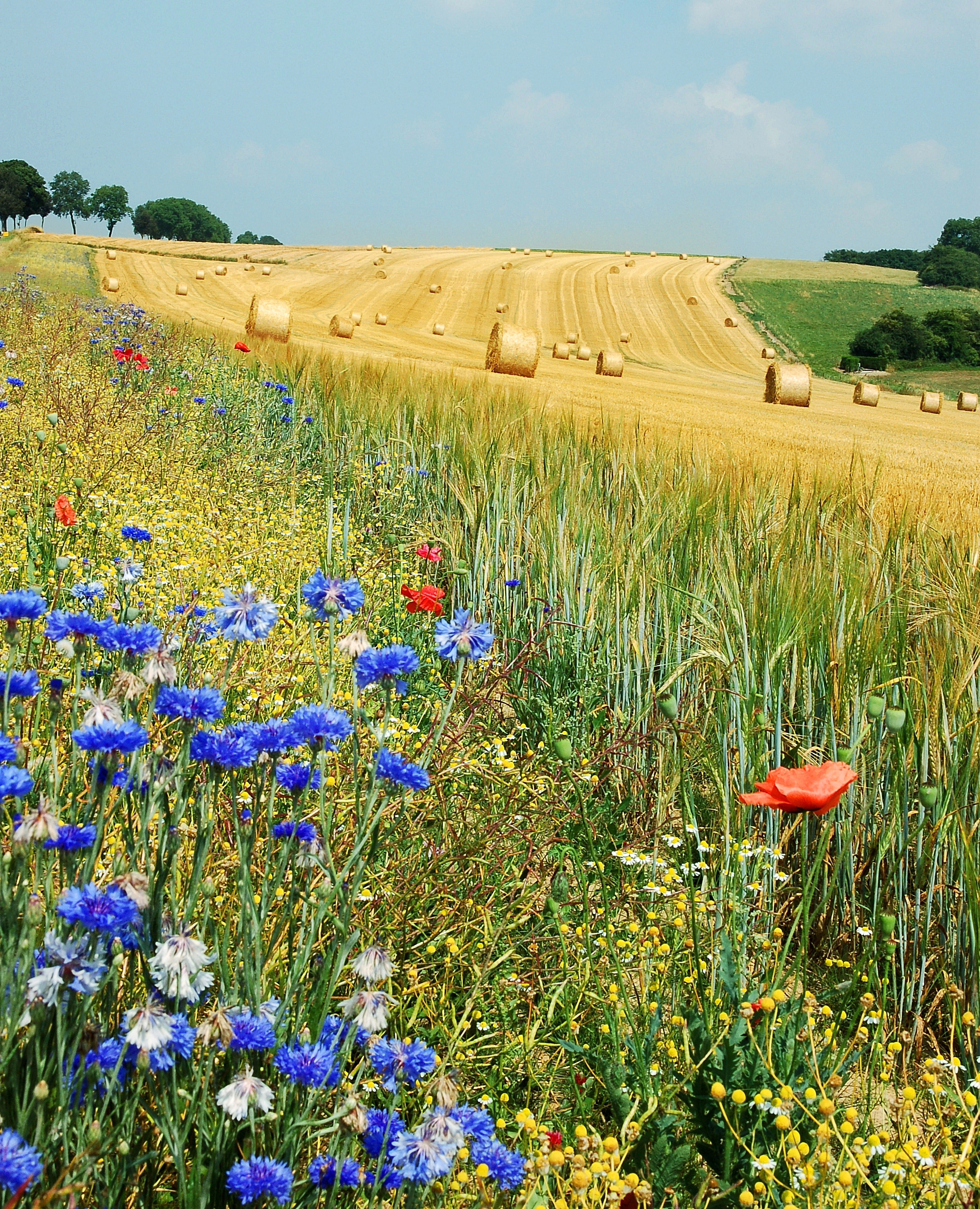
Un champ en été.

L'été est généralement perçu comme la saison où les températures sont les plus élevées, ainsi que la période de l'année où l'apport d'énergie solaire est à son maximum, c'est-à-dire où le Soleil envoie le plus de lumière et le plus de chaleur. Ce phénomène est dû en grande part à l’inclinaison de la Terre sur le plan de l'écliptique dans son trajet autour du soleil, l'hémisphère plongé dans la saison d’été est incliné en direction du Soleil, provoquant ainsi l’allongement de la durée des jours et l’augmentation de la température, et ces effets sont d'autant plus marqué que l'on s'éloigne de l'équateur. En effet, pendant la période estivale deux effets se cumulent : les journées sont plus longues et donc la durée d'ensoleillement est plus grande et de plus, les rayons du Soleil arrivent sur Terre en suivant un axe plus proche de la verticale que pendant les autres saisons. Ce dernier effet permet à la même quantité de rayons d'éclairer une plus petite surface du sol qu'en hiver, et donc augmente la concentration des rayons solaires. En résumé, en été, l'ensoleillement dure plus longtemps et le rayonnement solaire est plus intense, résultant dans l'augmentation des températures. On notera cependant que le maximum de température n'est pas au moment du solstice mais un peu plus tard (un retard de 1 mois à 1,5 mois), ce retard saisonnier est dû à l'inertie thermique du sol et de l'océan.

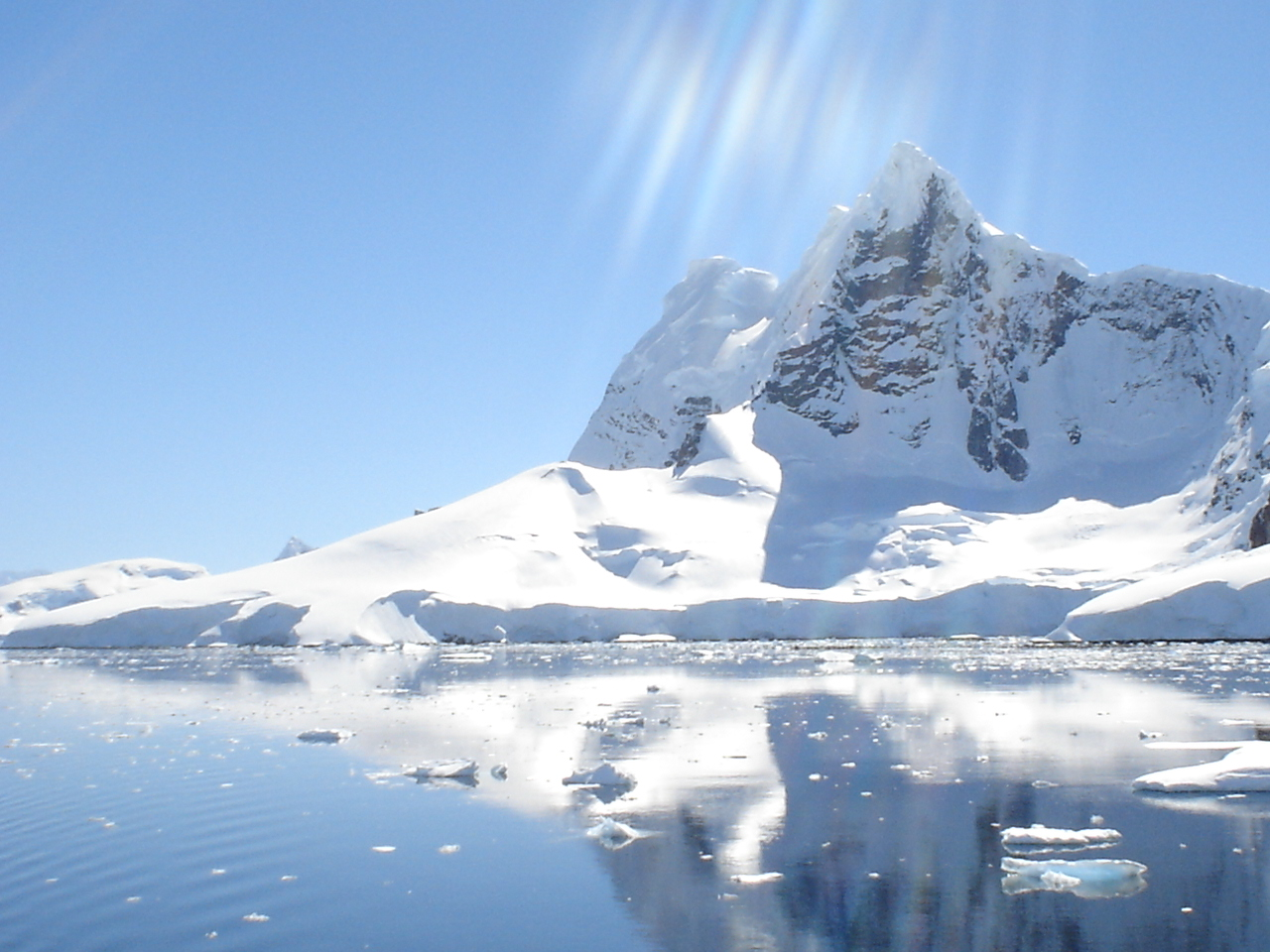
L'Antarctique en été (décembre).

Dans l'hémisphère nord, la Terre se trouve à l’aphélie de son orbite en été (ce phénomène s'est produit par exemple en 2006 le 3 juillet). La Terre se trouve donc à ce moment-là au plus loin du Soleil, ce qui a pour conséquence une vitesse orbitale plus faible que lors des autres saisons ; l’été est donc la saison la plus longue dans l’hémisphère nord. Un phénomène symétrique se produit dans l’hémisphère sud, la Terre se trouvant alors au périhélie et l’été y est la saison la plus courte. Cependant, ce changement de distance lors du parcours de la terre sur son orbite est minime (environ 3 %) et a donc un impact très faible sur les durées théoriques des saisons comme sur l'intensité du rayonnement solaire (la distance du soleil étant plus petite lors de l'été austral, ils sont en théorie un peu plus chaud que les étés septentrionaux, mais cette différence à un impact bien moindre que la durée des jours et la variation de l'obliquité du rayonnement solaire).
Aux latitudes plus élevées que les cercles polaires, le phénomène de soleil de minuit se produit pendant l’été et le Soleil ne se couche pas du tout pendant plusieurs jours. Sur des latitudes plus basses, le crépuscule dure au moins une heure et conduit parfois au phénomène de nuits blanches, rencontré par exemple au nord de la Scandinavie.
L'été est la période de fructification pour la plupart des plantes, elle précède l’automne au cours duquel la nature entre dans une phase de déclin. L’été est donc fréquemment utilisé comme une métaphore d’une période faste, d’un apogée.

## Activités

### Construction
Dans les latitudes tempérées, où l'été est plutôt sec et chaud, c'est la saison propice à la réalisation des travaux sensibles aux intempéries : réfection de toitures, réfection de routes, peintures extérieures, etc.

### Vacances
Dans la plupart des pays, les écoliers et étudiants ont une longue période de grandes vacances, pendant la saison d'été.
De même, les adultes prennent généralement une partie de leurs congés annuels dans cette période où les bains de mer sont plus plaisants, les journées plus longues, l'ensoleillement élevé et les températures agréables.
Dans l'hémisphère nord, elles s'étendent généralement sur les mois de juillet et d'août. Dans l'hémisphère sud, elles commencent à la mi-décembre et se terminent à la mi-février ou à la fin.

### Tourisme
Dans les régions touristiques littorales, l'été est la haute saison des séjours hôteliers. Le bassin méditerranéen constitue, du fait de son climat méditerranéen ensoleillé et chaud, la destination la plus prisée des vacanciers durant la saison. L'industrie hôtelière des pays bordés par la mer Méditerranée ou l'océan Atlantique est centrée sur le tourisme balnéaire durant tout l'été sur une durée allant de 4 à 6 mois.

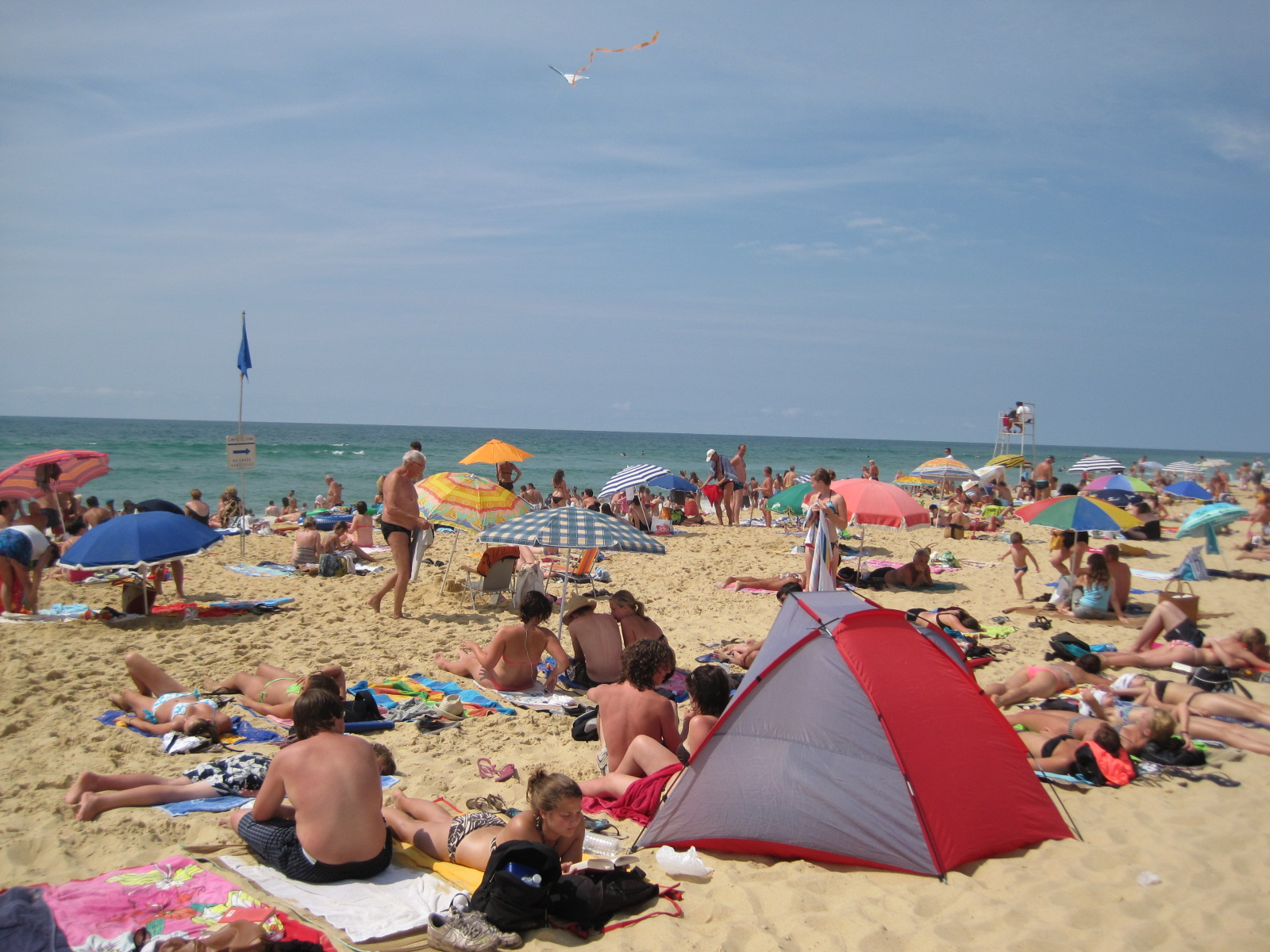
Tourisme balnéaire.
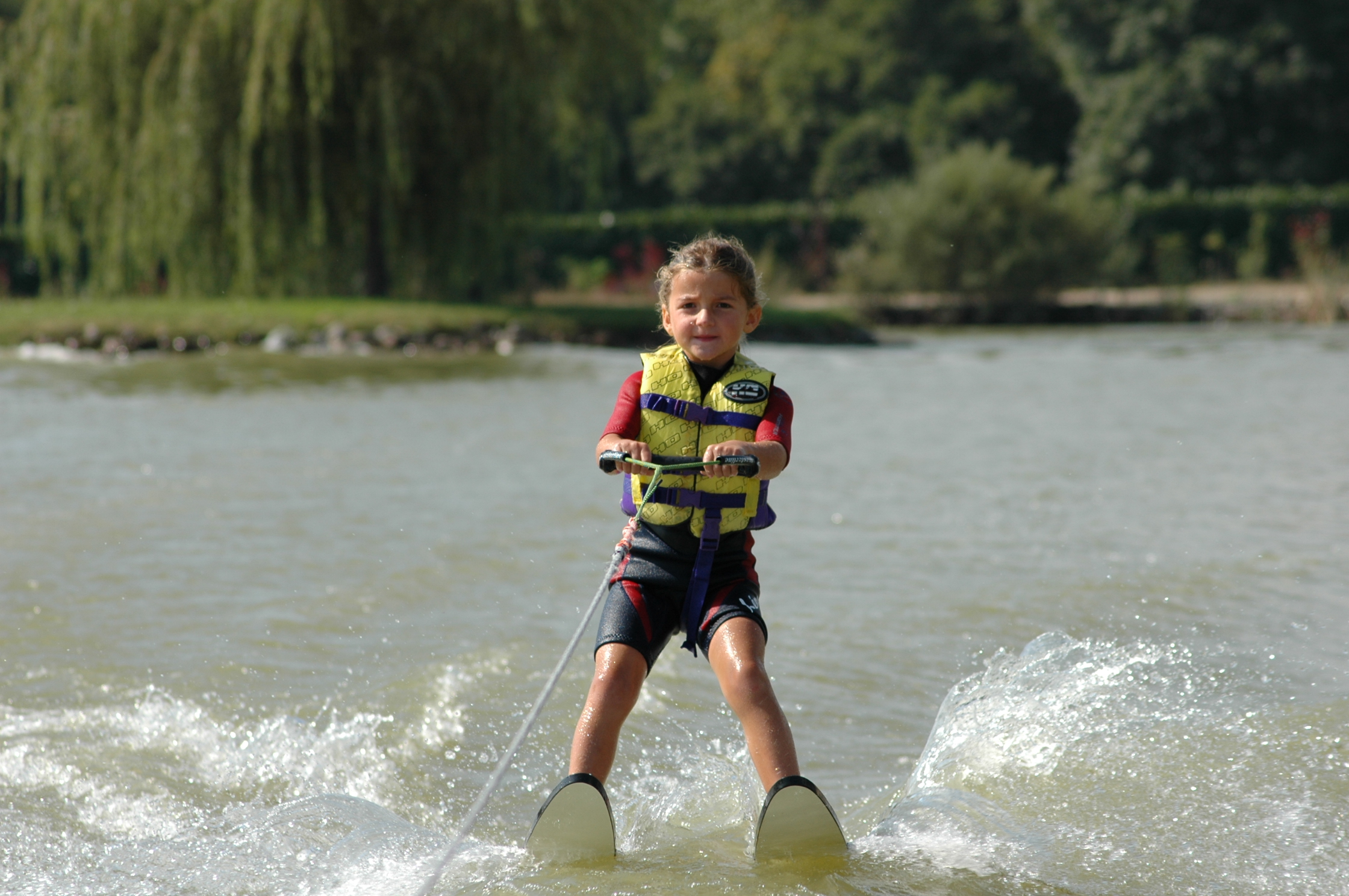
Ski nautique.
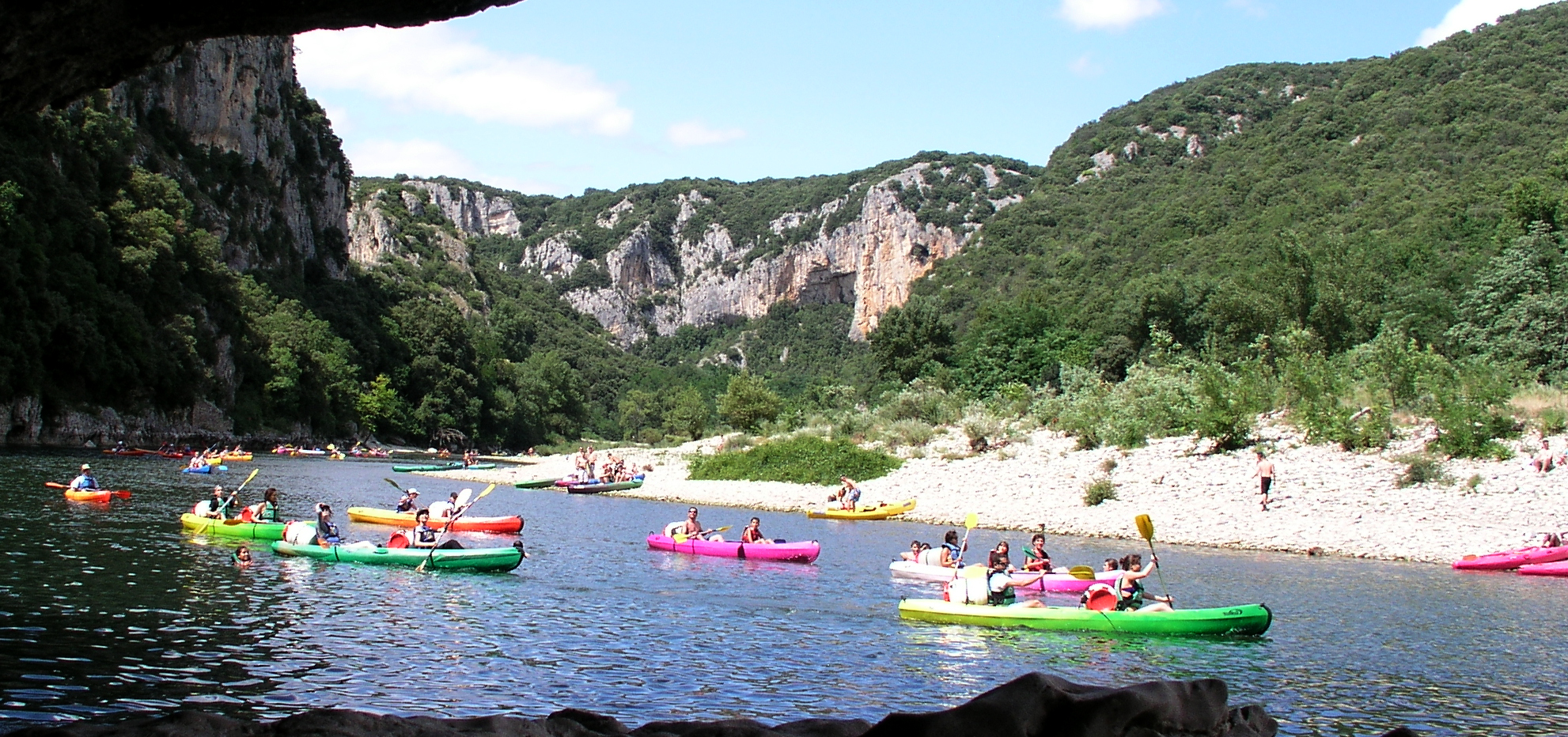
Descente des gorges de l'Ardèche en bateau.
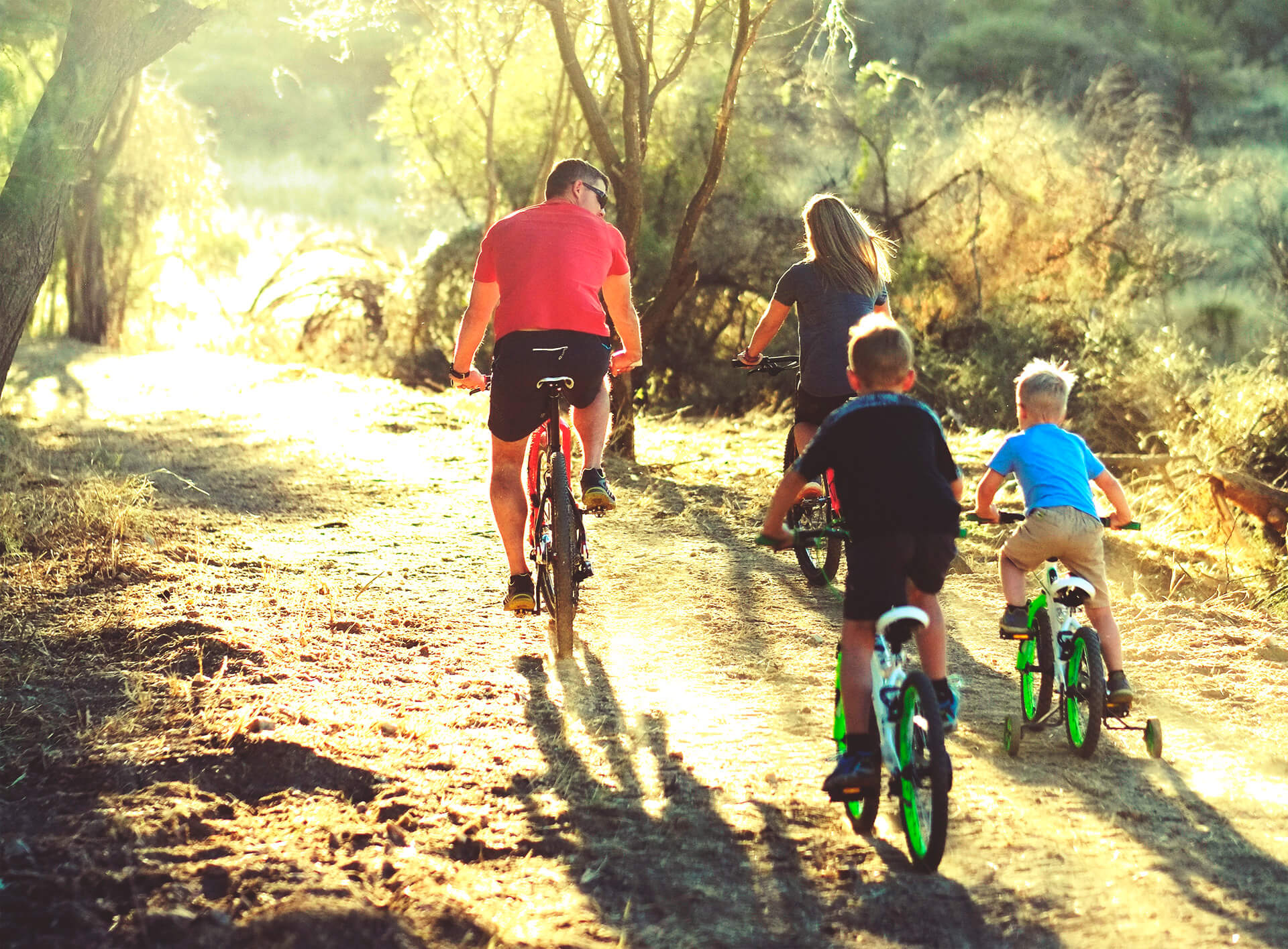
Cyclisme.
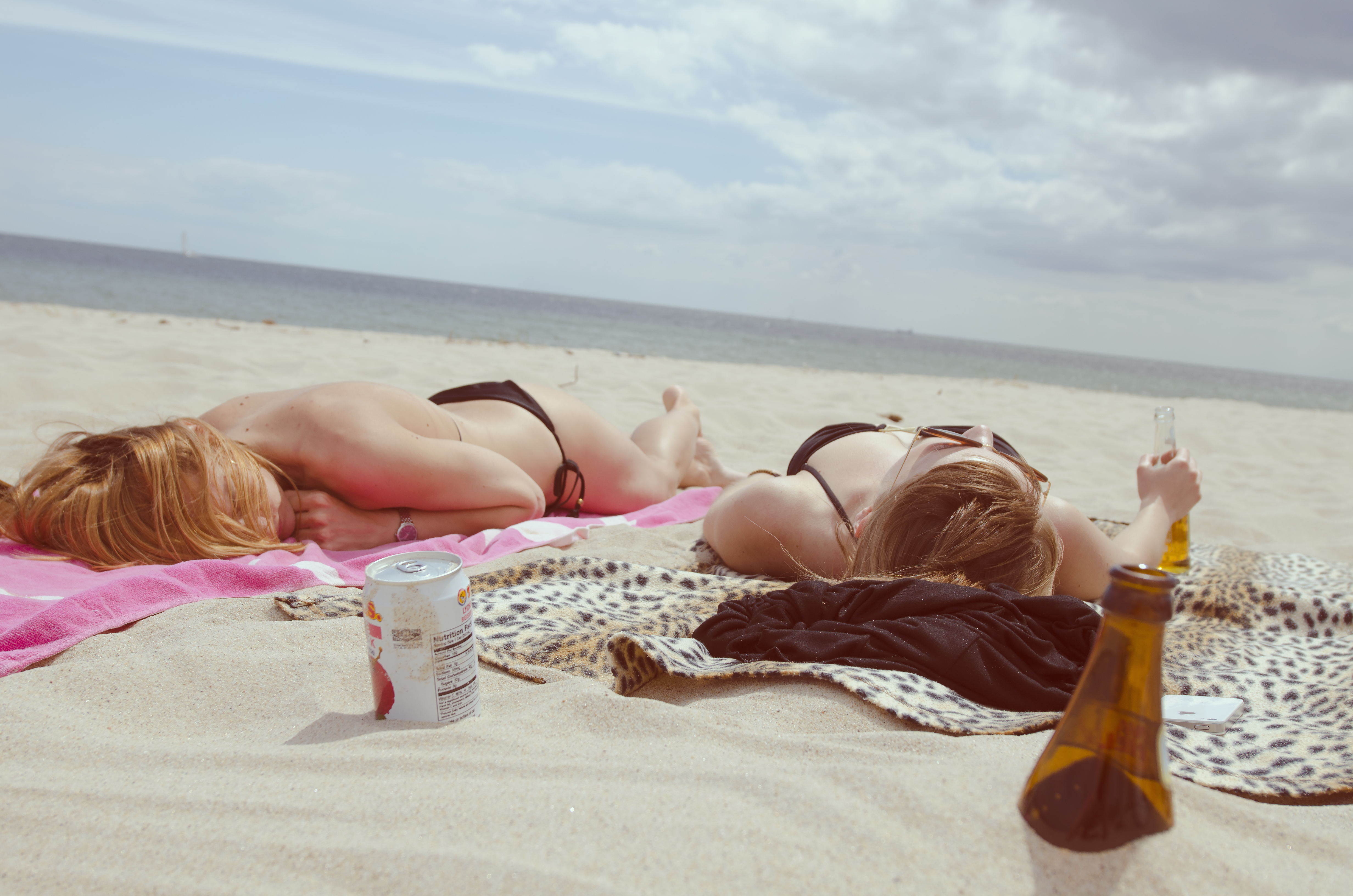
Plage et bronzage.
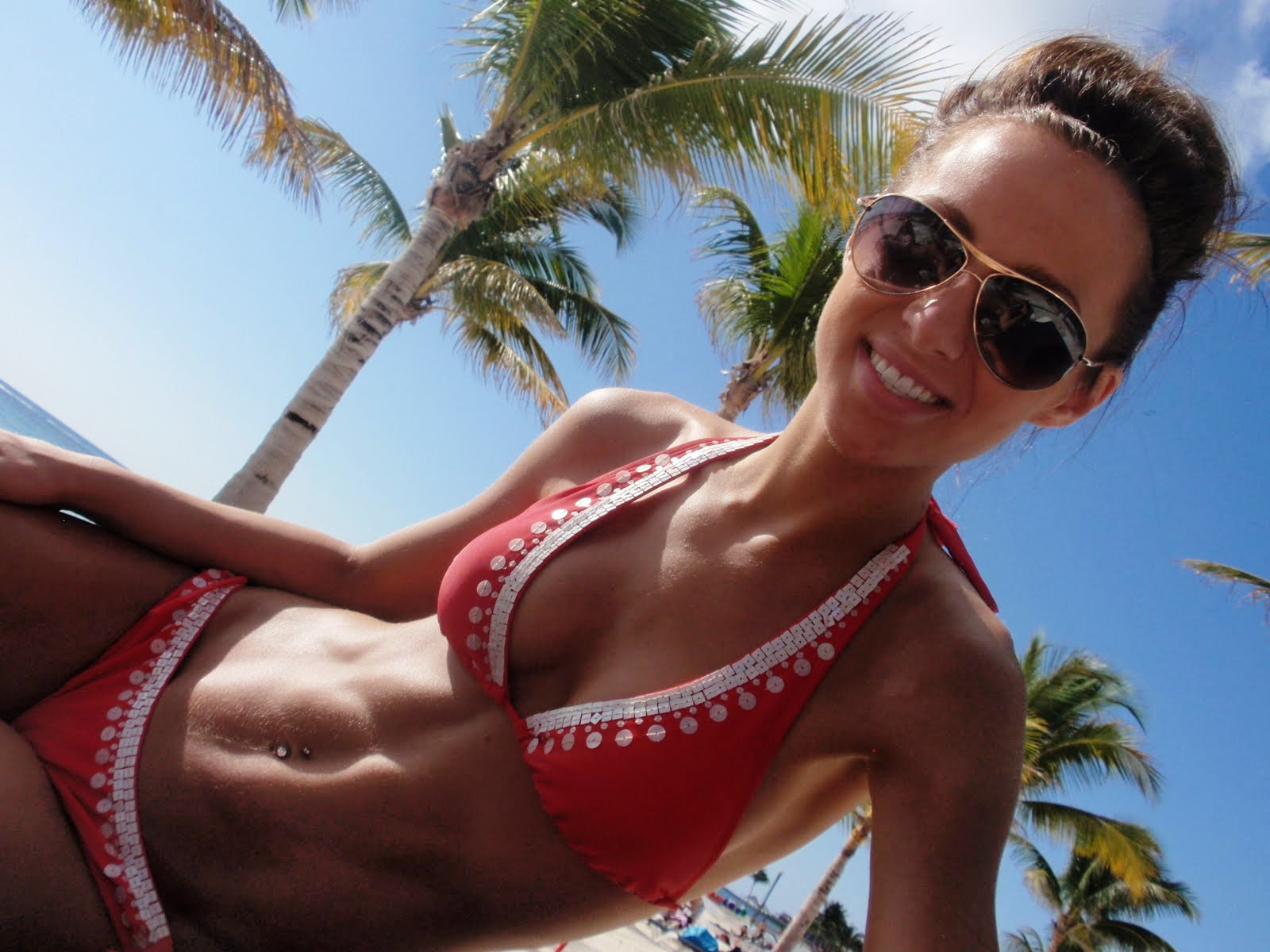
Bronzage et lunettes de soleil
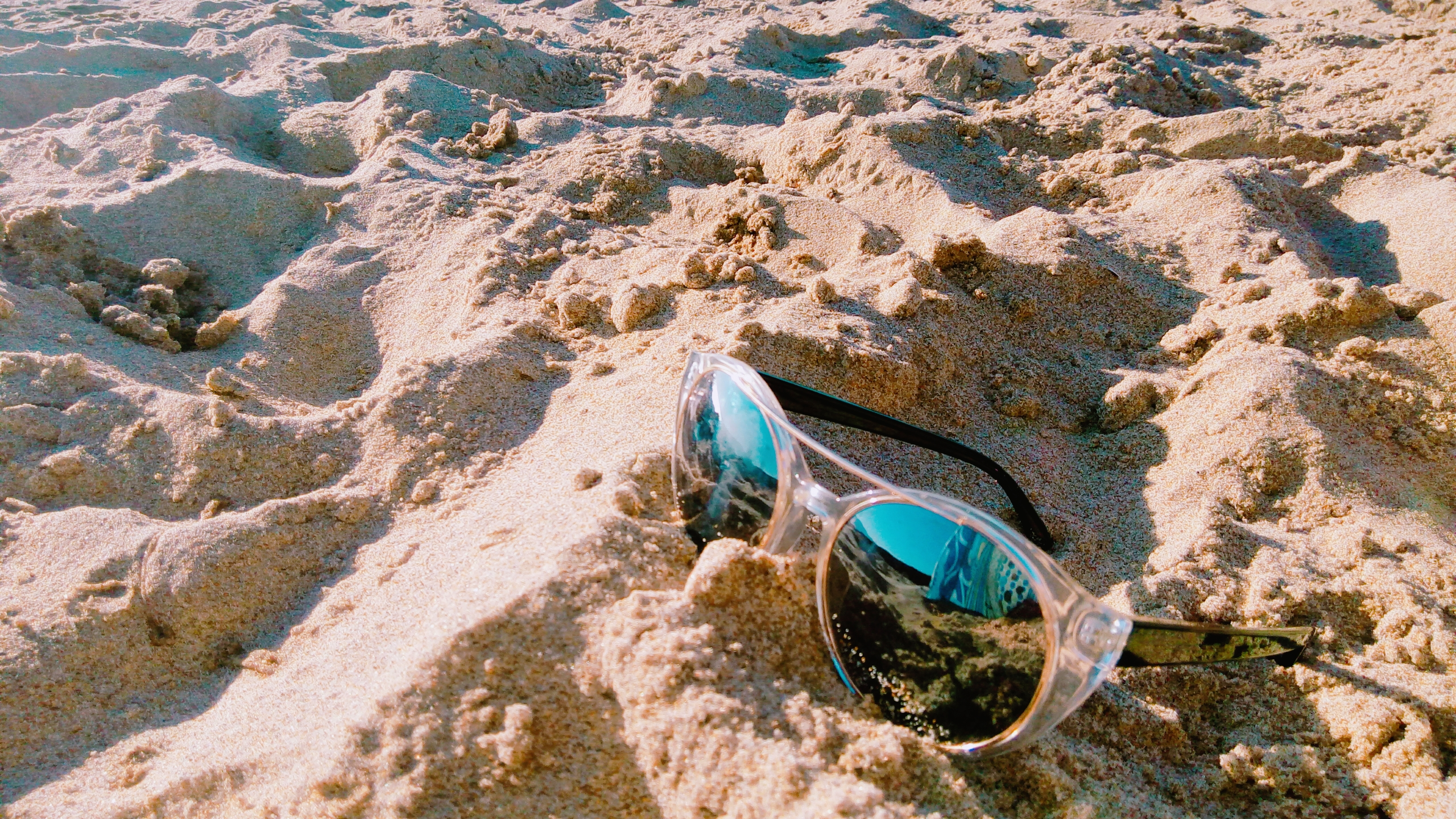
Plage et lunettes de soleil
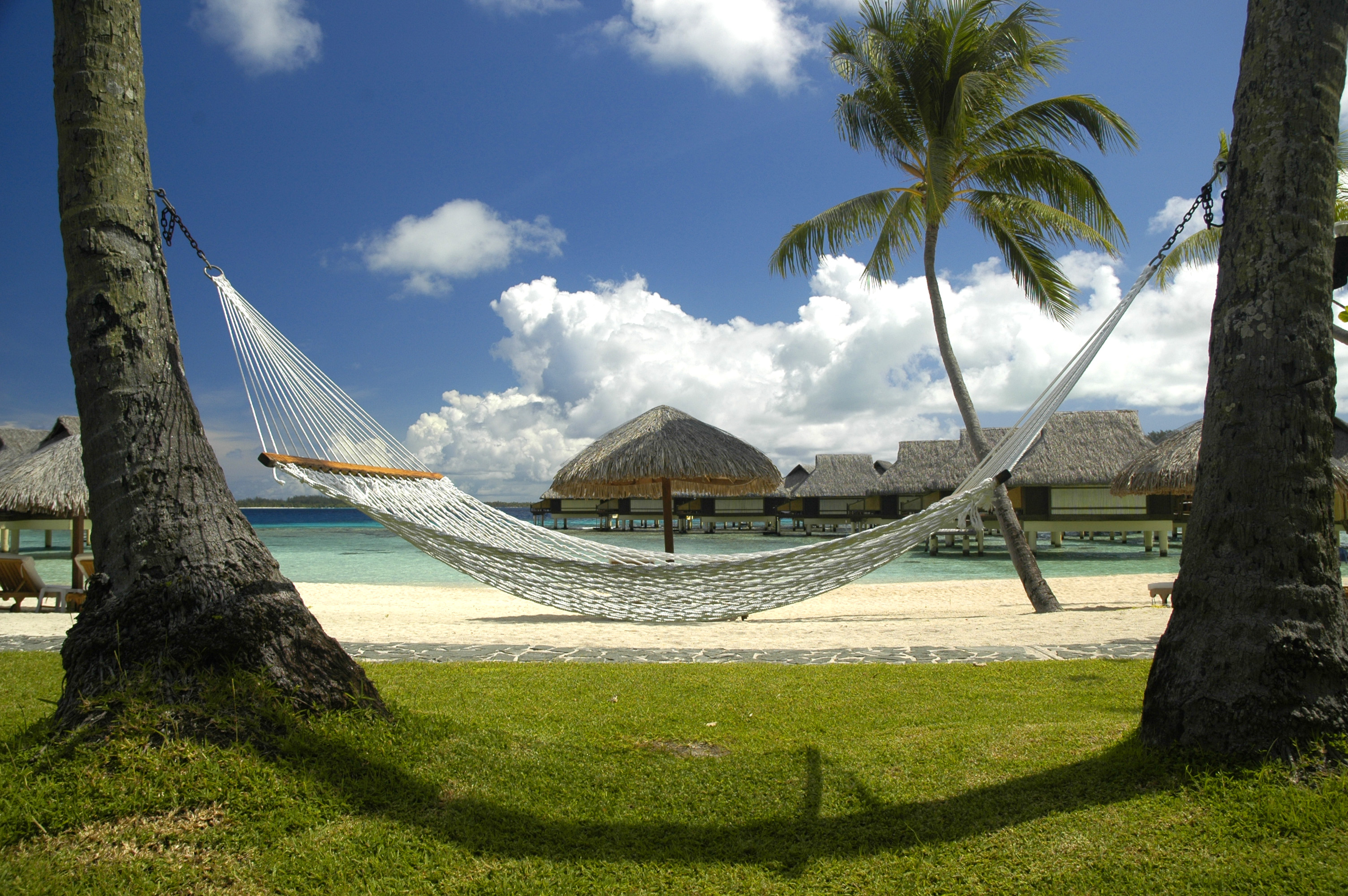
Polynésie

## Littérature et beaux-arts
L'été a inspiré et inspire encore de nombreux artistes (écrivains, musiciens, peintres) dont :
- Le Songe d'une nuit d'été, pièce de théâtre de William Shakespeare (1594 ou 1595).
- L’Été, roman d'Edith Wharton (1917).
- L’Été, recueil d'essais d’Albert Camus (1954).
- L’Été, pièce de théâtre de Romain Weingarten (1966).
- L’Été, concerto n°2 des Quatre saisons, op. 8, RV 315, d'Antonio Vivaldi (1725).
- L'Été, médaillon de la fresque Allégorie et effets du Bon et du Mauvais Gouvernement d'Ambrogio Lorenzetti (1338-1340).
- L’Été, tableau de Giuseppe Arcimboldo (1563) (en plusieurs versions)
- L’Été ou La Moisson, tableau de Jean-Baptiste Oudry (1749).
- La Moisson, représentation de l'été par Vincent van Gogh (1888).

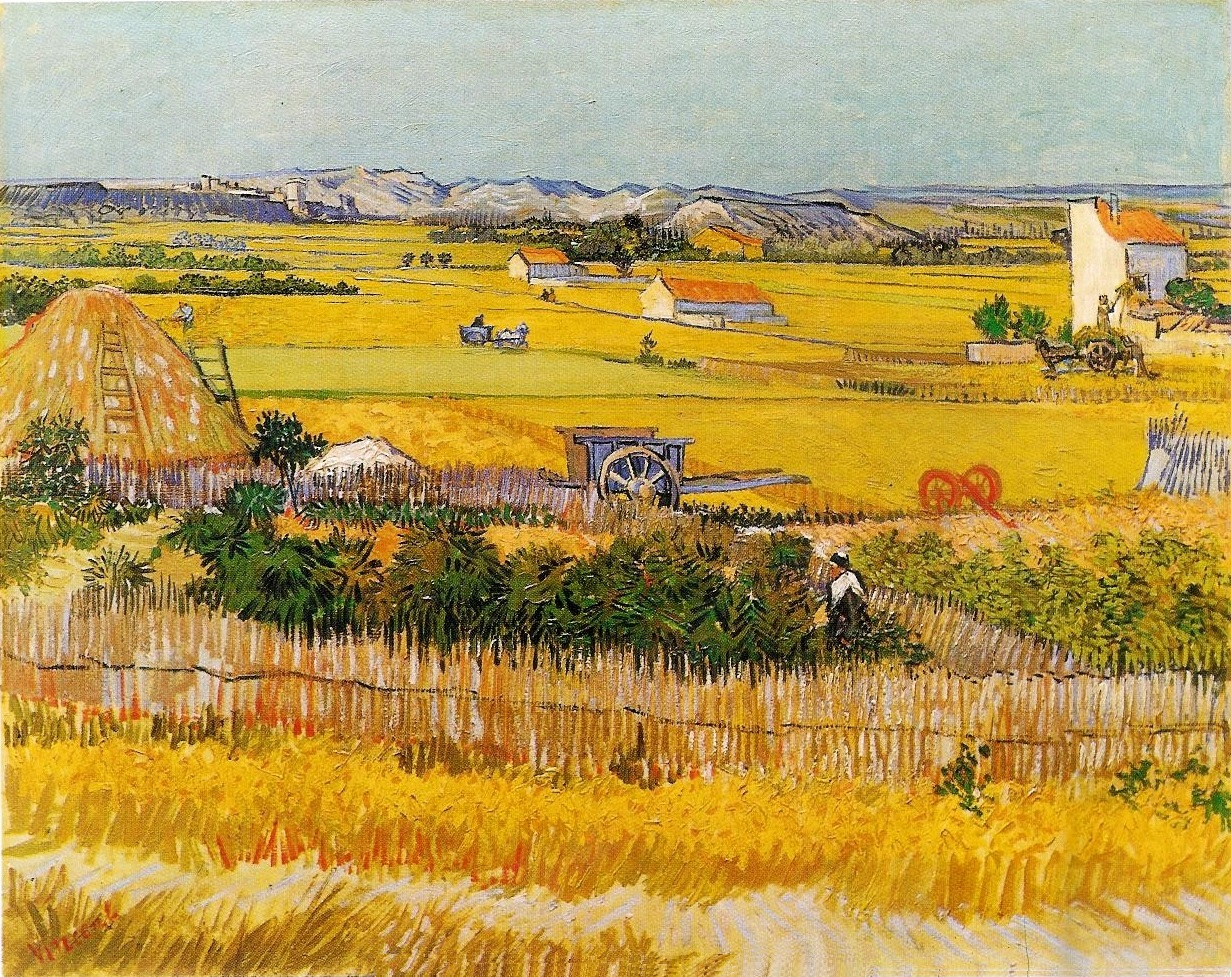
Vincent van Gogh, La Moisson, 1888.
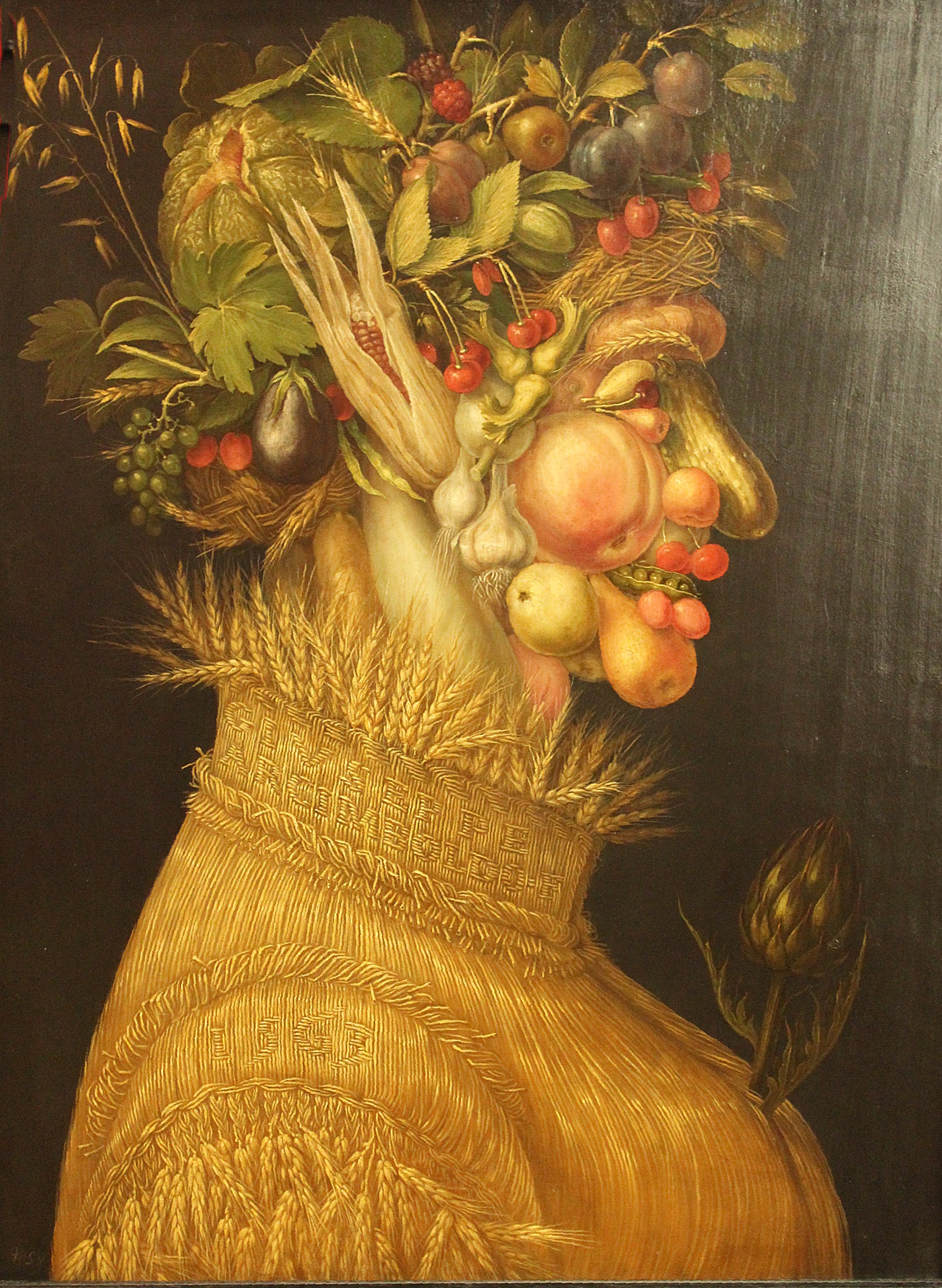
Giuseppe Arcimboldo, L’Été, 1563.
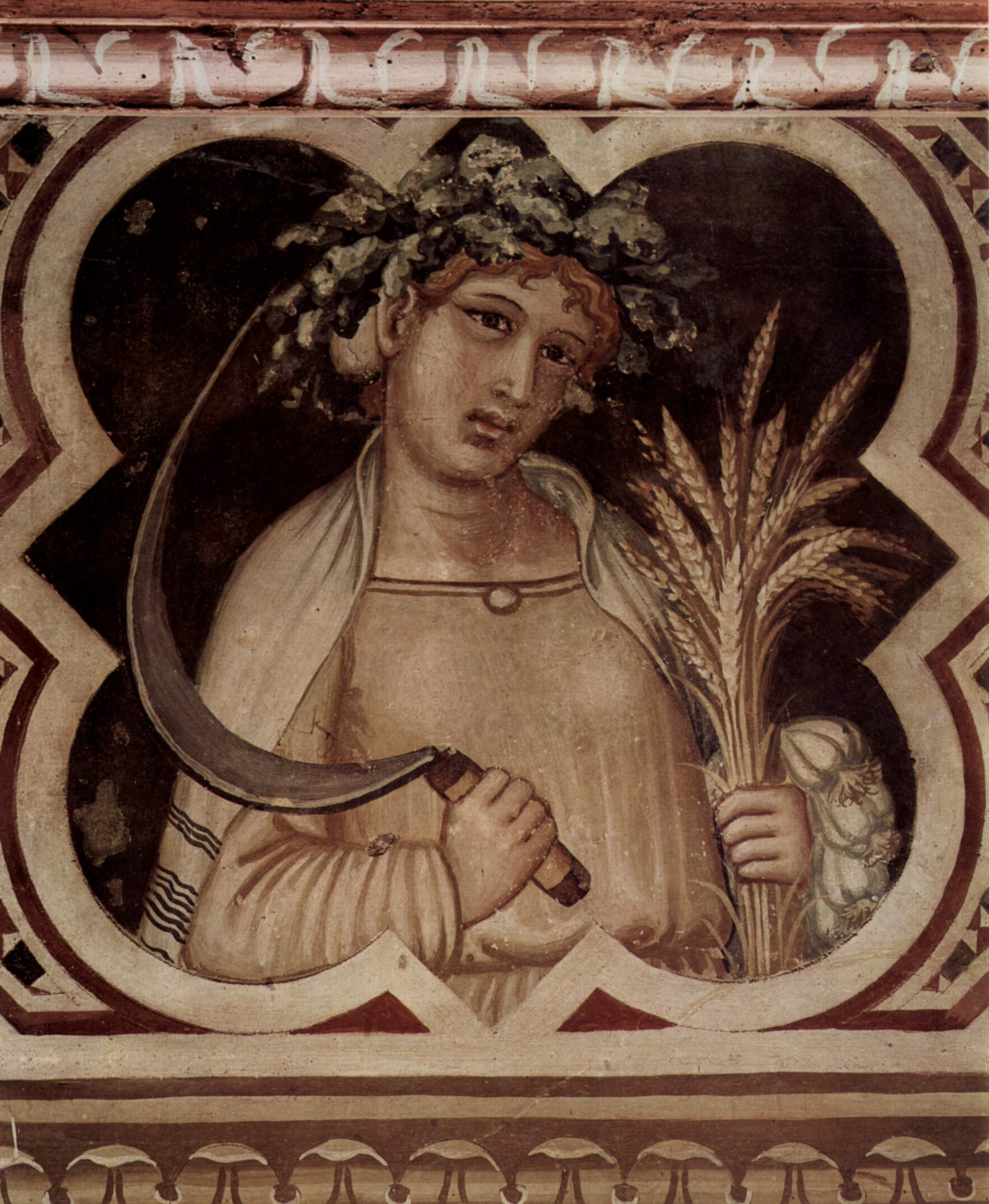
Été, d'Ambrogio Lorenzetti.
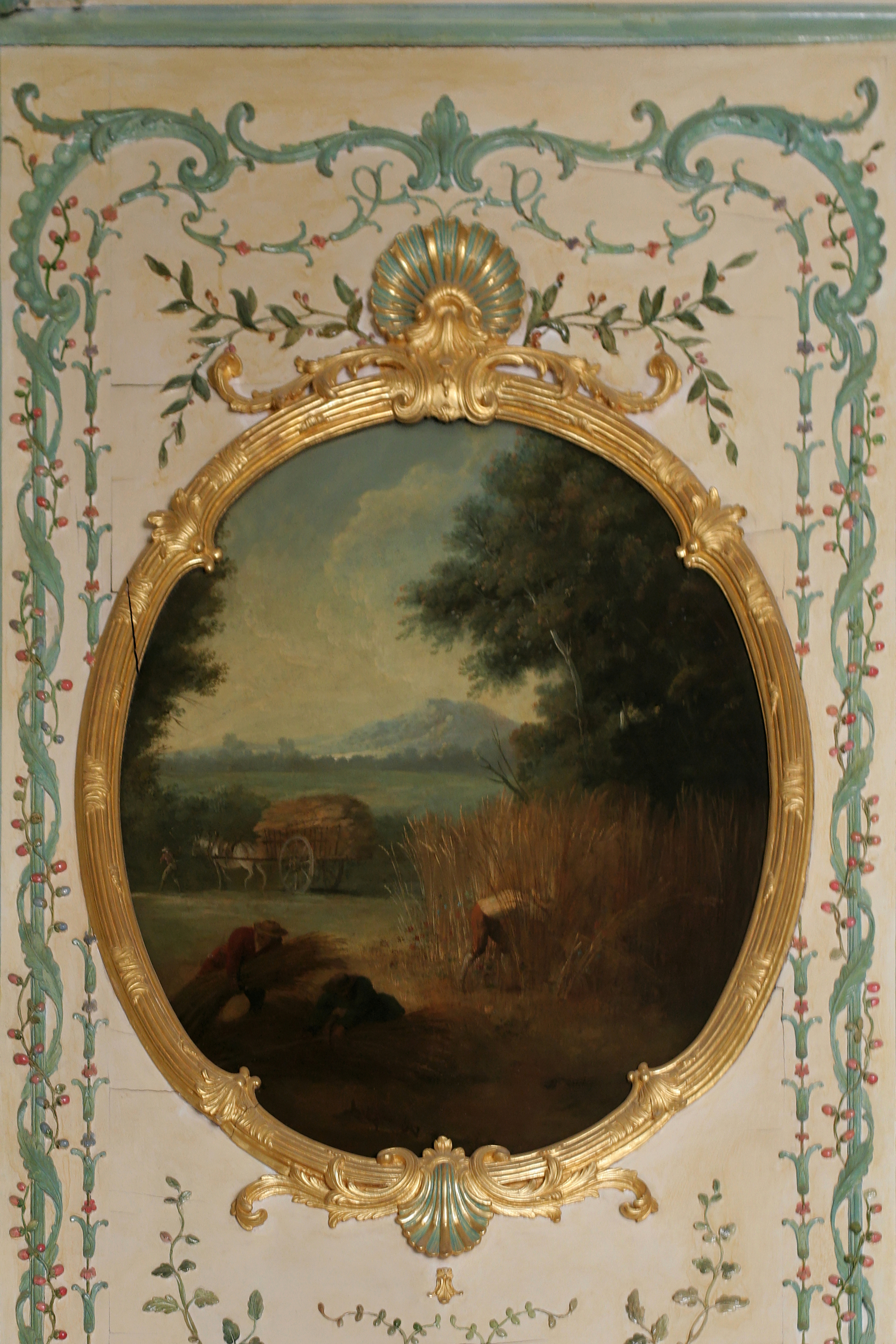
L’Été ou La Moisson, de Jean-Baptiste Oudry, 1749.
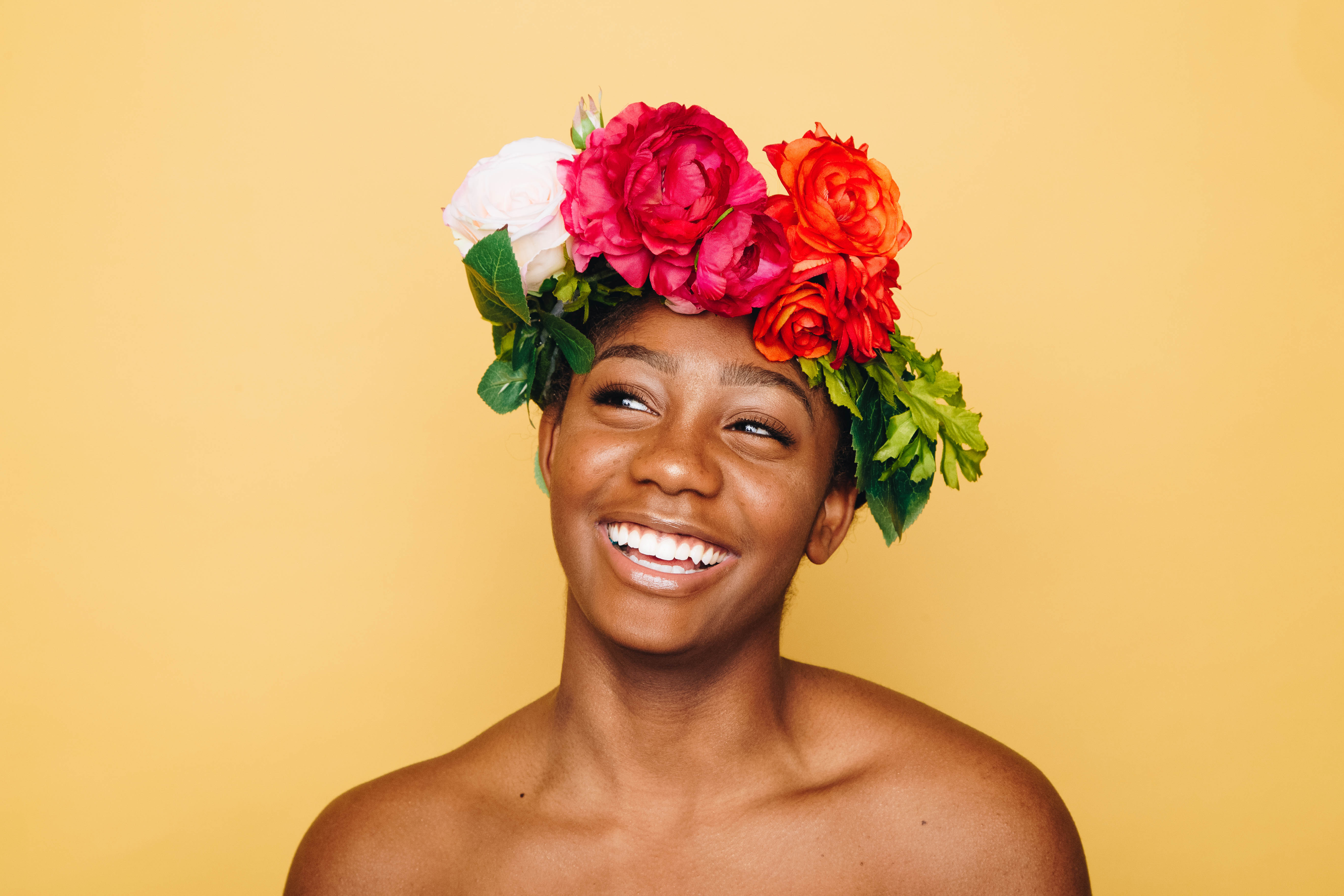
Une allégorie de Mère Nature en été.